# Hillgriet Eilers

Hillgriet Eilers, 2021

Hillgriet Eilers (* 7. März 1959 in Hinte, Ostfriesland) ist eine deutsche Politikerin der FDP, die von 2013 bis 2022 dem Niedersächsischen Landtag angehörte.

## Leben
Nach dem Abitur in Emden studierte Eilers Sinologie und Wirtschaftswissenschaften an der Universität Göttingen und in Taipeh (Republik China). Sie schloss mit dem Magister artium ab. Am Goethe-Institut für Deutsch als Fremdsprache ließ sie sich weiterbilden. Daraufhin arbeitete sie als Stenographin und als Lehrkraft an Hochschulen und Instituten. Sie gehört dem Helene-Weber-Berufskolleg an; 2011 erhielt sie den Helene-Weber-Preis.
2000 trat Eilers in die FDP ein. Sie war von April 2020 bis April 2022 Vorsitzende des FDP-Bezirksverbands Ems-Jade. 2001 zog sie erstmals in den Emder Stadtrat ein, in welchem sie seitdem stellvertretende Vorsitzende der FDP-Fraktion ist. 2013 wurde sie erstmals in den Landtag gewählt. Eilers war hafen- und schifffahrtspolitische Sprecherin der FDP-Fraktion im Niedersächsischen Landtag und vertrat ihre Fraktion im Petitionsausschuss. Von 2017 bis 2022 war sie Schriftführerin des Niedersächsischen Landtages.